# Six Feet Under (песня Билли Айлиш)
«Six Feet Under» (с англ. — «Шесть футов под землёй») — дебютная песня американской певицы Билли Айлиш, выпущенная изначально 23 июня 2016 года на SoundCloud, а после переизданная на цифровых площадках 17 ноября 2016 года на лейблах Darkroom и Interscope Records. Автором песни и продюсером выступил её брат Финнеас О’Коннелл. Песня описывается как «мрачная» и «нежная» поп-баллада. Звукозаписывающие компании нескольких стран сертифицировали песню золотой.

## Предыстория и музыка
Изначально «Six Feet Under» был выложен Айлиш на SoundCloud 23 июня 2016 года, в качестве второго сингла. Позднее, 17 ноября, трек стал доступен для загрузки как сингл, выпущенный на лейблах Darkroom и Interscope Records. Он был написан и спродюсирован Финнеасом О’Коннеллом, братом певицы. Мастерингом и сведением занимались John Greenham и Rob Kinelski, соответственно.
Согласно нотам, опубликованным издательством Hal Leonard Music Publishing на Musicnotes.com, «Six Feet Under» имеет умеренный темп 68 ударов в минуту. Песня исполняется в тональности Си Минор, в то время как вокал Айлиш охватывает диапазон от A3 до D5.

## Отзывы
В прессе песню «окрестили» атмосферной поп-балладой. Mike Wass из Idolator сравнил инструментал с более поздними работами Ланы Дель Рей, Låpsley и Birdy. В лирическом плане «Six Feet Under» описывается как «мрачный» и «нежный», как «Ocean Eyes».
Dan Regan из Billboard, выбирая лучший ремикс песни, отдал предпочтение версии Jerry Folk, сказав, что она «ударяет вас в стену вокальных гармоний», и добавляет, что «сдавливающая тишина наполняет весом каждую ноту, капающую из динамика прямиком в ваш мозг».
Вскоре после релиза, «Six Feet Under» получил высокую оценку Ryan Reed из Rolling Stone, который назвал трек «скорбным» и «атмосферным». Песня была удостоена платиновой сертификации Music Canada. Он также получил золотой сертификат Американской ассоциации звукозаписывающей индустрии (RIAA) и Мексиканской ассоциации производителей фонограмм и видеограмм (AMPROFON).

## Продвижение
Видеоклип, срежиссированный самой Айлиш в домашних условиях, был выпущен 30 июня 2016 года. Видео было смонтировано её матерью Мэгги Бейрд.
«Six Feet Under» также был включен в сет-лист турне When We All Fall Asleep Tour (2019). Песня стала саундтреком в 9 сезоне Американской истории ужасов.
В январе 2017 года был выпущен ремикс-альбом, в котором приняли участие Blu J, Gazzo, Jerry Folk и Aire Atlantica.

## Список композиций
| №  | Название         | Длительность |
| -- | ---------------- | ------------ |
| 1. | «Six Feet Under» | 3:09         |

| №                   | Название                                | Длительность |
| ------------------- | --------------------------------------- | ------------ |
| 1.                  | «Six Feet Under» (Blu J Remix)          | 3:35         |
| 2.                  | «Six Feet Under» (Gazzo Remix)          | 3:28         |
| 3.                  | «Six Feet Under» (Jerry Folk Remix)     | 3:20         |
| 4.                  | «Six Feet Under» (Aire Atlantica Remix) | 3:41         |
| Общая длительность: | Общая длительность:                     | 13:24        |

## Участники записи
Адаптировано под Tidal.
- Билли Айлиш — вокал
- Финнеас — вокал, автор, продюсер
- John Greenham — мастеринг
- Rob Kinelski — сведение

## Сертификации
| Регион | Сертификация | Продажи |
| --- | ------------ | ------- |
| Австралия (ARIA) | Золотой      | 35 000  |
| Канада (Music Canada) | Платиновый   | 80 000  |
| Мексика (AMPROFON) | Золотой      | 30 000  |
| США (RIAA) | Золотой      | 500 000 |
| * Данные о продажах приведены только на основе сертификации. · Данные о продажах + прослушиваниях приведены только на основе сертификации. |              |         |